# Slowaakse Superliga 1994/95
De Slowaakse Superliga 1994/1995 was het tweede seizoen in de hoogste afdeling van het Slowaakse voetbal sinds de vreedzame ontmanteling van Tsjecho-Slowakije. Aan de competitie deden twaalf clubs mee. Na een volledige competitie (22 speelronden) speelden de nummers één tot en met zes in de winnaarspoule (tien duels) om de landstitel, de nummers zeven tot en met twaalf in de degradatieronde (tien duels). ŠK Slovan Bratislava wist de landstitel te prolongeren. Nieuwkomer BSC JAS Bardejov eindigde op de zevende plaats.

## Eindstand
| №               | Club                     | WG             | W              | G              | V              | DV             | DT             | +/–            | Punten         |
| Kampioensgroep  | Kampioensgroep           | Kampioensgroep | Kampioensgroep | Kampioensgroep | Kampioensgroep | Kampioensgroep | Kampioensgroep | Kampioensgroep | Kampioensgroep |
| --------------- | ------------------------ | -------------- | -------------- | -------------- | -------------- | -------------- | -------------- | -------------- | -------------- |
| 1               | ŠK Slovan Bratislava     | 32             | 21             | 9              | 2              | 63             | 25             | +38            | 72             |
| 2               | 1. FC Košice             | 32             | 15             | 7              | 10             | 54             | 42             | +12            | 52             |
| 3               | FK Inter Bratislava      | 32             | 14             | 8              | 10             | 47             | 45             | +2             | 50             |
| 4               | DAC 1904 Dunajská Streda | 32             | 13             | 7              | 12             | 41             | 42             | –1             | 46             |
| 5               | Dukla Banská Bystrica    | 32             | 12             | 8              | 12             | 53             | 44             | +9             | 44             |
| 6               | Spartak Trnava           | 32             | 12             | 8              | 12             | 43             | 35             | +8             | 44             |
| Degradatiegroep |                          |                |                |                |                |                |                |                |                |
| 7               | BSC JAS Bardejov         | 32             | 12             | 7              | 13             | 46             | 46             | 0              | 43             |
| 8               | Lokomotiva Košice        | 32             | 13             | 3              | 16             | 55             | 60             | –5             | 42             |
| 9               | MFK Prievidza            | 32             | 12             | 6              | 14             | 35             | 50             | –15            | 42             |
| 10              | Tatran Presov            | 32             | 9              | 10             | 13             | 42             | 49             | –7             | 37             |
| 11              | Chemlon Humenné          | 32             | 8              | 8              | 16             | 32             | 57             | –25            | 32             |
| 12              | SK Žilina                | 32             | 9              | 3              | 20             | 37             | 53             | –16            | 30             |

|  | Geplaatst voor de voorronde van de UEFA Cup 1995/96     |
|  | Geplaatst voor de voorronde van de Europacup II 1995/96 |
|  | Gedegradeerd naar de 1. slovenská futbalová liga        |

### Topscorers
- In onderstaand overzicht zijn alleen de spelers opgenomen met tien of meer treffers achter hun naam.

| № | Naam           | Club                  | Goals | Pen. | Duels | Gem. |
| - | -------------- | --------------------- | ----- | ---- | ----- | ---- |
| 1 | Róbert Semeník | Dukla Banská Bystrica | 18    |      |       |      |
| 2 | Štefan Kysela  | Lokomotiva Košice     | 17    |      |       |      |
| 3 | Pavol Diňa     | 1. FC Košice          | 13    |      |       |      |
| 4 | Michal Pančík  | 1. FC Košice          | 12    |      |       |      |
| 5 | Jozef Urblík   | BSC JAS Bardejov      | 11    |      |       |      |